# خوش‌خوان زیردم‌گندمی
خوش‌خوان زیردم‌گندمی (نام علمی: Euphonia fulvicrissa) نام یک گونه از سرده سهره‌های خوش‌خوان است.